# خیارکار
خیارکار روستایی است در شهرستان کوهرنگ، بخش بازفت، استان چهارمحال و بختیاری.